# Marco Materia
 (mars 2025).
Motif : Aucune source d'envergure nationale centrée sur la personne et sur au moins deux ans
- Archive Wikiwix
- Bing
- Cairn
- DuckDuckGo
- E. Universalis
- Gallica
- Google
- G. Books
- G. News
- G. Scholar
- Persée
- Qwant
- (zh) Baidu
- (ru) Yandex
- (wd) trouver des œuvres sur Wikidata

| 1. | Préciser le motif de la pose du bandeau. | Précisez le motif de la pose du bandeau en utilisant la syntaxe suivante : {{admissibilité à vérifier\|date=juin 2025\|motif=remplacez ce texte par le motif}}                     |
| 2. | Informer les utilisateurs concernés.     | Pensez à avertir le créateur de l'article, par exemple, en insérant le code ci-dessous sur sa page de discussion : {{subst:avertissement admissibilité à vérifier\|Marco Materia}} |

Marco Materia est un joueur d'échecs français né le 24 mars 2009.
Il a remporté deux fois le championnat de France d'échecs dans différentes catégories jeunes. Il est devenu le plus jeune joueur français à réaliser une norme de maître FIDE à seulement 10 ans lors des Rencontres du Cap d’Agde en 2019. Il obtient le titre de maître international à 13 ans en réalisant sa troisième norme lors du Tournoi des Maîtres à Marseille en 2022 et en dépassant la barre des 2400 Elo.
En juin 2024, il devient champion de France de blitz lors des Internationaux de France à Saint-Maur-des-Fossés. En août 2024, il remporte le titre de champion d'Europe des moins de 16 ans lors des championnats d'Europe jeunes à Prague.

## Biographie

### Enfance et formation
Marco Materia grandit à Paris et commence les échecs à l'âge de 5 ans en s'inscrivant dans le club d'échecs de son école. Très vite, ses capacités sont remarquées et il commence à battre des joueurs plus âgés. En 2017, à seulement 8 ans, il remporte son premier championnat de France, exploit qu'il réitère l'année suivante à Agen.

#### Maître International a 13 ans
En 2019, lors des Rencontres internationales du Cap d’Agde, Marco Materia devient le plus jeune joueur français à réaliser une norme de maître international à seulement 10 ans. Il obtient officiellement le titre de maître international en 2022, à l'âge de 13 ans, après avoir réalisé sa troisième norme au Tournoi des Maîtres à Marseille et dépassé les 2400 Elo. La même année, il était entraîné par Olivier Renet.

### Champion de France de blitz
En 2024, lors des Internationaux de France à Saint-Maur-des-Fossés, il termine premier au championnat de France de parties rapides, ex æquo avec Maxime Lagarde et Yuri Solodovnichenko. Il termine deuxième au départage.
Il récidive le lendemain, où Marco Materia réalise un tournoi presque parfait et termine premier ex æquo avec Bilel Bellahcene et Loïc Travadon. Toutefois, il finit derrière Bellahcene au départage. Ce dernier étant de nationalité algérienne, c'est Materia, alors âgé de 15 ans, qui est sacré champion de France de blitz.

### Champion d'Europe junior
Lors des championnats d'Europe jeunes, Marco bat au départage l'Arménien Benik Agasarov et décroche le titre de champion d'Europe des moins de 16 ans.